# Champion Wrestler
Champion Wrestler (チャンピオンレスラー?, Chanpion Resurā) è un videogioco sportivo per arcade a tema wrestling edito nel 1989 dalla Taito, il quale ebbe un'unica conversione per la console PC Engine. Esso non sfrutta licenze ufficiali e pertanto i wrestler disponibili al giocatore sono personaggi inventati.
Nel 1996 esce solo in Giappone un remake per la PlayStation portante il nome di Champion Wrestler - Jikkyō Live.
È incluso esclusivamente nella raccolta per PlayStation 2 Taito Memories II Jōkan, uscita nel 2007 anch'essa solo in Giappone.

## Modalità di gioco
Il giocatore sarà impegnato a vincere il titolo dei pesi massimi della TWF (Taito ProWrestling). Può scegliere il proprio personaggio tra otto disponibili ognuno con caratteristiche diverse dagli altri, si possono effettuare tramite combinazioni di tasti diverse mosse. Sono implementate alcune scorrettezze solo nel caso dei lottatori Samurai, Cobra Bloody Joe e Rocky Gardner i quali talune volte verranno aiutati dei loro manager a bordo ring. In caso di parità allo scadere del tempo limite non verrà assegnata vittoria. Dopo avere vinto lo scontro finale valido per il titolo si dovrà anche sostenere un round extra per difendere la cintura. La versione a due giocatori è supportata sia in modalità versus che in tag team. Alcuni incontri verranno disputati in match tipo Hell in a Cell.

### Wrestler disponibili
- Danimarca, da Copenaghen Miracle Rastan detto Legendary Fighter. Questo lottatore è anche un cameo del personaggio principale del videogioco Rastan sempre di Taito, le fattezze inoltre sono molto simili.
- Svizzera nato a Losanna, Matterhorn Decker. Il più imponente. Vagamente ispirato al famoso André the Giant.
- Stati Uniti nato a Indianapolis è il top wrestler statunitense chiamato Nitoro Punks, chiamato Il pesante pazzo carro armato.
- Giappone, di Yokohama, "Il Samurai", detto anche il Mistero Giapponese. Usa tecniche orientali.
- Black Machine, di nazionalità sconosciuta ed etnia africana. Combatte con maschera e costume di leopardo.
- Stati Uniti, di Kansas City. Rocky Gardner chiamato L'aquila selvaggia del Kansas.
- Stati Uniti, dalle isole Hawaii "Jimmy Carbon" detto l'acrobata per via della sua agilità. Uno dei più veloci.
- Cobra Bloody Joe, di nazionalità sconosciuta proviene dal Medio Oriente. Ha un colpo speciale in grado di sputare fiamme dalla bocca.

## Accoglienza
In Giappone, la rivista Game Machine elencò Champion Wrestler nel numero del 15 ottobre 1989 come l'undicesima unità arcade di maggior successo del mese.